# Effet phi

Exemple d'effet phi : une succession d'images donne l'illusion que la balle est en mouvement

Recréation par le cerveau d'un mouvement manquant.

 (novembre 2013).
Si vous disposez d'ouvrages ou d'articles de référence ou si vous connaissez des sites web de qualité traitant du thème abordé ici, merci de compléter l'article en donnant les références utiles à sa vérifiabilité et en les liant à la section « Notes et références ».
L'effet phi est la sensation visuelle de mouvement provoquée par l'apparition d'images perçues successives, susceptibles d'être raccordées logiquement par un déplacement ou une transformation. Le cerveau comble l'absence de transition avec celle qui lui semble la plus vraisemblable. C'est donc le résultat du traitement effectué par le système visuel. Cet effet est différent de la persistance rétinienne qui est un effet passif au niveau de la rétine.
C'est sur ce principe que fonctionnent de nombreux néons, guirlandes, panneaux indicateurs : en allumant successivement les ampoules composant l'ensemble, on donne l'impression qu'un point se déplace. « Un bon exemple d’effet phi est donné par les flèches géantes lumineuses fixes décalées l’une derrière l’autre, en cascade, qui signalent sur les autoroutes un resserrement de la circulation ou une déviation, et qui s’allument et s’éteignent les unes après les autres, donnant l’illusion d’une flèche unique qui se déplacerait dans le sens indiqué. »

## Exemples
Le cas le plus simple est le suivant : on allume successivement deux taches lumineuses en deux endroits différents. Le sujet observant le phénomène a  l'impression que la première tache s'est déplacée d'un point à un autre et il a ainsi l'illusion de la translation d'une tache unique. De même, si l'on fait varier la taille de la seconde tache par rapport à la première, le sujet a l'illusion d'une tache unique changeant de taille.
De manière plus élaborée, le cinéma donne l'illusion que les images projetées sont en mouvement, alors que chaque photogramme a l'immobilité parfaite d'une photographie mais suit le photogramme précédent à la cadence 24 unités par seconde pour le film argentique. Pour éviter la sensation d'un papillotement de l'image, chaque passage d'une image à une autre est masqué par un obturateur rotatif, qui intervient non seulement lors du changement d'un photogramme à l'autre (déroulement intermittent de la pellicule), mais aussi une autre fois pendant la projection même de chaque photogramme, ce qui double la fréquence de rafraîchissement, c'est-à-dire l'effacement de la persistance rétinienne, dont la présence sans cet effacement provoquerait un mélange des images sous la forme d'un flou inopportun. Le cinéma numérique  crée de la même manière l'impression de mouvement.

## Fonctionnement
Lorsqu'on perçoit une scène, les images sont reçues par les yeux, transmises au corps géniculé latéral qui effectue un premier traitement, pour enfin arriver au cortex visuel en ce qui concerne la vision consciente. Les différentes aires effectuent différents traitements : analyse de l'orientation, des formes, du relief et, bien sûr, du mouvement. Il semble que ce soit essentiellement l'aire V5 (ou MT) et l'aire MST qui assurent l'analyse des mouvements simples. Ces aires ne seraient en fait pas seulement sensibles aux mouvements continus, mais aussi aux mouvements saccadés, qui y ressemblent beaucoup. « Le cerveau humain interprète tout mouvement ou déplacement de “l’autre”, qu’il soit ami ou ennemi, la perception et la compréhension du déplacement d’une proie ou d’un prédateur est vitale pour la préservation de l’espèce ».  
L'impression que nous ressentons en voyant la succession d'images est le résultat d'une analyse en différentes possibilités, essentiellement objets immobiles, objets mobiles et transformations continues. L'apparition ou disparition brusque d'objets ne fait pas partie des modalités, peut-être simplement parce que la téléportation ne fait pas partie de l'environnement naturel dans lequel a évolué l'espèce humaine. Cette possibilité est donc ignorée par l'analyse visuelle. De manière plus générale, notre perception est une construction mentale qui reflète plus ou moins fidèlement la réalité et donne ainsi prise à une multitude d'illusions optiques.